# Morelia (Chiapas)
Morelia es una localidad del estado mexicano de Chiapas. Es parte del municipio de Altamirano.

## Toponimia
El nombre de la localidad rinde homenaje a José María Morelos, héroe de la Independencia de México.

## Demografía
| Gráfica de evolución demográfica |
|                                  |

| Censo | Población |
| ----- | --------- |
| 1980  | 611       |
| 1990  | 777       |
| 2000  | 814       |
| 2010  | 1 156     |
| 2020  | 1 369     |